# Eider Merino
Eider Merino Cortazar (Balmaseda, 2 de agosto de 1994) é uma ciclista profissional espanhola. Estreiou como profissional em 2013 na Lointek. Em 2014 ganhou a classificação das jovens da y (menores de 21 anos) e em 2015 foi 3ª em La Classique Morbihan sendo o melhor resultado na história de uma ciclista espanhola numa carreira internacional profissional de um dia até que ao dia seguinte sua colega de equipa Sheyla Gutiérrez o superou ganhando o Grande Prêmio de Plumelec-Morbihan.
Também disputa o calendário nacional de cyclo-cross.
É a irmã menor do também ciclista profissional Igor Merino.

## Palmarés
2018
- 2.ª no Campeonato da Espanha Contrarrelógio
- Campeonato da Espanha em Estrada
- 1 etapa do Tour Cycliste Féminin International de l'Ardèche

## Resultados em Grandes Voltas e Campeonatos do Mundo
Durante a sua carreira desportiva tem conseguido os seguintes postos nas Grandes Voltas femininas e nos Campeonatos do Mundo em estrada:
| Carreira           | 2013 | 2014 | 2015 | 2016 | 2017 | 2018 | 2019 |
| ------------------ | ---- | ---- | ---- | ---- | ---- | ---- | ---- |
| Giro d'Italia      | -    | -    | -    | 34ª  | -    | 8ª   | 16ª  |
| Tour de l'Aude     | X    | X    | X    | X    | X    | X    | X    |
| Grande Boucle      | X    | X    | X    | X    | X    | X    | X    |
| Mundial em Estrada | -    | -    | -    | -    | 56ª  | 34ª  | -    |

-: não participa

X: edições não celebradas

## Equipas
- Lointek (2013-2017)
  - Lointek (2013-2014)
  - Lointek Team (2015)
  - Lointek (2016-2017)
- Movistar Team (2018-2019)